# Reuben Hecht
Reuben Rudolph Hecht (* 15. August 1909 in Antwerpen, Belgien; † 14. April 1993 in Haifa, Israel) war ein israelisch-schweizerischer Unternehmer und politischer Berater der Ministerpräsidenten von Israel Menachem Begin und Yitzhak Shamir. Er war Mitbegründer der Haifa University, wo das von ihm initiierte Hecht Museum für Archäologie ansässig ist.

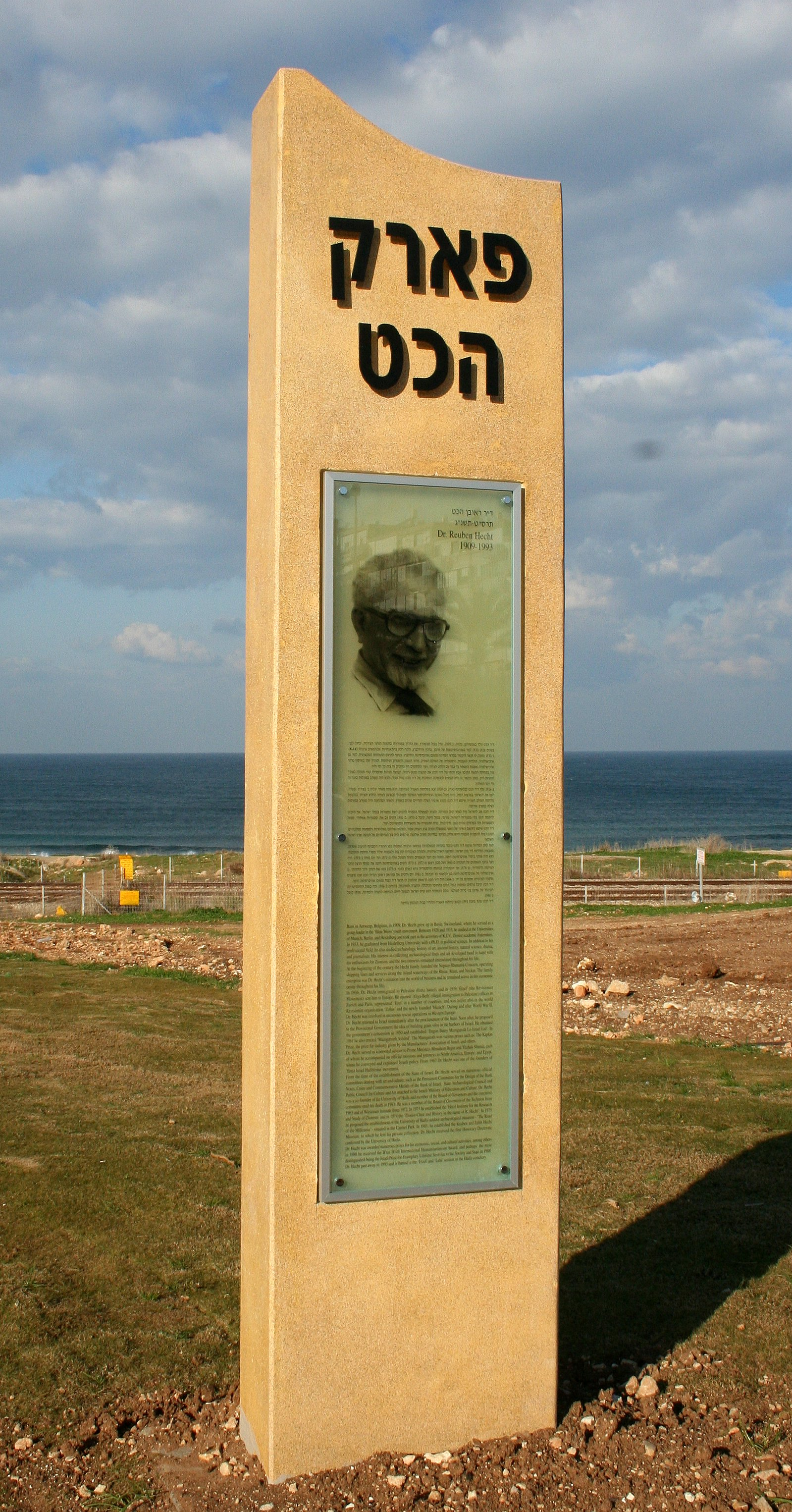
Gedenktafel am Reuben Hecht Park in Haifa, 2008

## Leben und Wirken
Reuben Hecht wurde als Kind von Jacob und Ella Hecht in Antwerpen geboren und ging dort bis 1918 zur Schule. Sein Vater Jacob und sein Onkel Hermann Hecht waren Mitgründer der Reederei Neptun Rhenania (spätere Rhenania Schiffahrtsgruppe, heute Rhenania Wincanton). Im Jahr 1919 zog die Familie nach Basel. 
Hechts Interesse am Zionismus entstand, nachdem er sich mit Veröffentlichungen des Centralvereins deutscher Staatsbürger jüdischen Glaubens beschäftigt hatte. Er war Mitglied der jüdischen Jugendbewegung „Blau-Weiß“. Von 1928 bis 1933 studierte er an den Universitäten München, Berlin und Heidelberg, wo er 1931 als Diplom-Volkswirt abschloss. 1933 promovierte er an der Universität Heidelberg zum Dr. rer. pol. (magna cum laude) in Politikwissenschaften. 
1936 emigrierte Hecht nach Palästina. Er betrieb ein Alija-Bet-Büro in Zürich und Paris. Während des Zweiten Weltkriegs war Hecht in mehrere Rettungsaktionen in Westeuropa involviert.
Unmittelbar nach Kriegsende kehrte er 1945 zurück nach Basel, wo bis 1948 für die Neptun Reederei tätig war. Nach der Gründung des Staates Israel bekam er das alleinige Recht Getreide zu importieren; dazu gründete er die Dagon Batei-Mamgurot Le-Israel Ltd., die in Haifa und Ashdod Getreidesilos unterhielt. Hecht war ab 1977 Berater des israelischen Ministerpräsidenten Menachem Begin. In dieser Eigenschaft nahm er an den Camp-David-Friedensgesprächen sowie an weiteren Besprechungen mit Jimmy Carter, Ronald Reagan, Anwar as-Sadat oder Margaret Thatcher teil. Ab 1983 war er Berater von Yitzhak Shamir.
Ferner gründete er 1981 das Hecht Museum an der Haifa University. Dort werden seine archäologischen Sammlungen und Gemälde des 19. Jahrhunderts aufbewahrt.

## Ehrungen
1984 wurde Hecht der Israel-Preis (höchste Auszeichnung des Staates Israel) für besondere Verdienste an Gesellschaft und Staat verliehen. Die geisteswissenschaftliche Fakultät der Universität Haifa hat ihm die Ehrendoktorwürde (Dr. phil. honoris causa) verliehen. Ferner wurde u. a. der „Reuben Hecht Park“ in Haifa nach ihm benannt.